# Hans Diettrich
Hans Diettrich (* 20. Juli 1919 in Aspang-Markt; † 17. Dezember 1987 in Wiener Neustadt) war ein österreichischer Politiker (ÖVP) und Rauchfangkehrermeister. Er war von 1964 bis 1983 Abgeordneter zum Landtag von Niederösterreich.

## Leben
Diettrich besuchte nach der Volks- und Hauptschule eine Handelsschule und legte 1949 die Meisterprüfung als Rauchfangkehrer ab. Er machte sich 1956 selbständig und wurde Kammerrat, Fachgruppenvorsteher und 1965 Landesinnungsmeister-Stellvertreter. Diettrich wurde der Berufstitel Kommerzialrat verliehen.
Politisch war er ab 1955 als Gemeinderat in Aspang aktiv, 1962 übernahm er das Amt des Vizebürgermeisters, danach war er von 1968 bis 1987 Bürgermeister der Gemeinde. Er vertrat die ÖVP zwischen dem 19. November 1964 und dem 4. November 1983 im Landtag.

## Auszeichnungen
- 1979: Großes Silbernes Ehrenzeichen für Verdienste um die Republik Österreich[1]